# Februari 2007
| Februari 2007 |
| Månader under 2007: Januari · Februari · Mars · April · Maj · Juni · Juli · Augusti · September · Oktober · November · December ← December 2006 · Januari 2008 → |

- Världsmästerskapen i alpin skidsport invigs i Åre. (2 februari)
- FN:s specielle sändebud Martti Ahtisaari presenterar sin plan för Kosovo, i vilken Serbien föreslås mista sin suveränitet över området. (2 februari)
- Ardeshir Hosseinpour, iransk kärnfysiker, dödas enligt amerikanska källor av Mossad, men Iran förnekar detta. (4 februari)
- Den amerikanska fotomodellen Anna Nicole Smith avlider.[1] (8 februari)

- Anja Pärson blir den första i historien att ta VM-guld i alla fem alpina grenar. (11 februari)
- Den svenska författaren Marianne Fredriksson avlider. (11 februari)
- Iraks förre vicepresident Taha Yassin Ramadan döms till döden. (12 februari)
- RAF-medlemmen Brigitte Mohnhaupt ges villkorlig frigivning i mars efter 24 år i fängelse. (12 februari)

- Serbiens parlament avvisar FN:s plan för Kosovo, där provinsen föreslogs få omfattande självstyre. (14 februari)
- 66 människor dödas i ett attentat på tåget mellan Delhi i Indien och Lahore i Pakistan. (19 februari)
- Regeringen Prodi avgår sedan den förlorat en omröstning i italienska senaten. (21 februari)
- Världsmästerskapen i nordisk skidsport i Sapporo invigs. (22 februari)
- Romano Prodi får i uppdrag av presidenten att söka förnyat förtroende i parlamentet för att bilda en italiensk regering. (24 februari)
- Martin Scorseses film The Departed vinner fyra Oscar, bland annat för bästa film och bästa regi. (25 februari)
- Svenska skådespelerskan Johanna Sällström avlider. (februari)

### Fotnoter
1. ↑  Caroline Olsson (8 februari 2007). ”Anna Nicole död”. Aftonbladet. http://www.aftonbladet.se/nyheter/article11053786.ab. Läst 11 september 2016.